# Großer Hafner
Großer Hafner er et 3.076 meter højt bjergmassiv med gletchere i Ankogelgruppen i området Hohe Tauern, der ligger ved grænsen mellem de østrigske derlstater Kärnten og Salzburg. Det er det østligste tre-tusinder i området, og også i hele Alperne.

## Geografi
Hafnermassivet rejser sig mellem Radstadt Tauern og Mur-dalen i Salzburg Lungau- regionen i nord og Maltatal i Kärnten mod syd. Massivet omfatter desuden Kleiner Hafner (3.018 moh.) og Großer Sonnblick (3.030 moh.) der ligger mod sydøst. I syd fører Maltatal til Reißeckgruppen, mens Katschbergpasset i øst adskiller det fra de nærliggende Gurktaler Alperne .
Toppene i Hafner markerer østenden af det geologiske Tauernfenster. Det har tre gletsjere med de største på nordsiden og omfatter også adskillige alpine søer. Højfjeldsregionen, der tidligere var et mineområde, er for nylig blevet et centrum for vandkraftøkonomi, især ved Kölnbreindæmningen i sydvest.

## Adgang
Bjerget er ikke særlig hårdt at bestige. De fleste stier starter fra Maltatal via Kölnbreindæmningen. Der ligger en alpin klubhytte (Kattowitzer Hütte) på den sydlige Ochsenkar-skråning, i en højde af (2.320 moh.). Den østlige stigning fra Rennweg am Katschberg er endnu lettere, men med cirka 15 kilometer ret lang.